# 横模口岸
横模口岸（越南语：／），是越南广宁省平辽县橫模社的一个边境口岸。该口岸与中国广西峒中镇的峒中口岸隔河相望。该口岸始建于1991年，为横模—同文口岸经济区重要组成部分。